# Brett Emerton
Brett Michael Emerton (* 22. února 1979) je bývalý australský fotbalista, který hrál jako záložník nebo obránce. Hrál za Sydney Olympic, Feyenoord, Blackburn Rovers a Sydney FC. Byl reprezentantem Austrálie. V letech 2000 a 2004 vyhrál Oceánský pohár národů. Byl známý svou rychlostí, schopností kontroly míče a kreativitou.